# Palazzo della Confederazione del Commercio e del Turismo

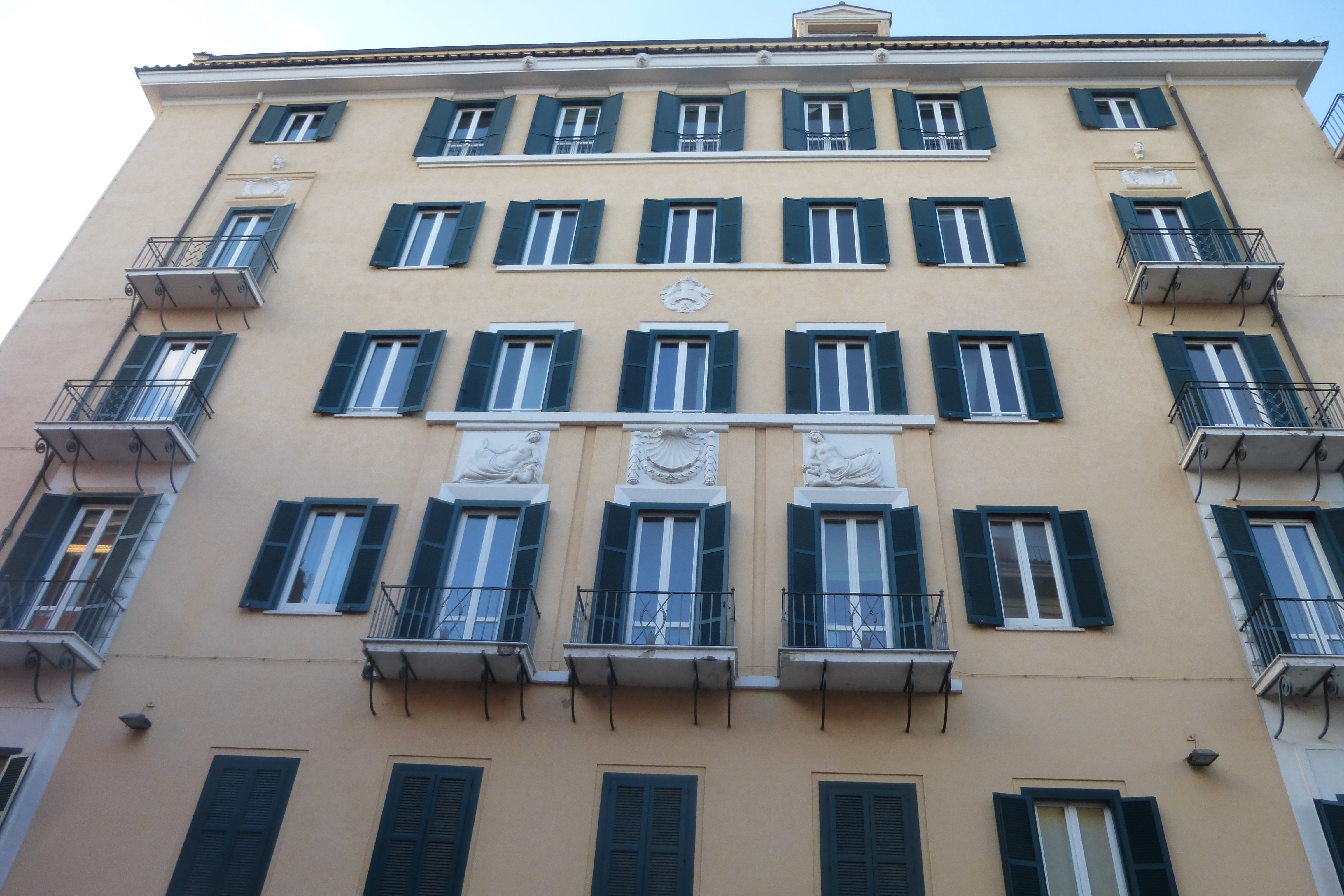
Fachada na Via della Gensola.

Palazzo della Confederazione del Commercio e del Turismo é um palácio neobarroco localizado num quarteirão delimitado pelo Lungotevere degli Anguillara, Piazza Gioachino Belli, Via dell'Olmetto e a Via della Gensola, no rione Trastevere de Roma. Foi construído entre 1920 e 1928 pelo arquiteto Marcello Piacentini no contexto das obras de abertura das marginais do rio Tibre (em italiano:  lungotevere). É chamado informalmente de Palazzo Piacentini 1925.